# Lucien-L’Allier
Lucien-L’Allier – stacja metra w Montrealu, na linii pomarańczowa. Obsługiwana przez Société de transport de Montréal (STM). Znajduje się w dzielnicy Ville-Marie.